# Крилановиді
Крилановиді (Pteropodimorpha, або Yinpterochiroptera) — підряд ряду лиликоподібних, або рукокрилих (Vespertilioniiformes, seu Chiroptera), екзотична група плацентарних ссавців, здатних до активного польоту. Сестринська група до лиликовидих.

## Склад підряду
Існує два тлумачення обсягу підряду: вузьке (як Macrochiroptera, тобто тільки родина Pteropodidae) і широке (як Yinpterochiroptera, тобто Pteropodidae плюс три специфічні родини Microchiroptera, що мають спільну назву «інь-кажани» на відміну від решти, «янь-кажанів»).

### Традиційне тлумачення
У традиційних класифікаціях включає одну родину криланових (Pteropodidae) з типовим родом крилан (Pteropus). У складі цієї родини 7 підродин:
- Nyctimeninae (типовий рід Nyctimene)
- Cynopterinae (типовий рід Cynopterus)
- Harpiyonycterinae (типовий рід Harpyionycteris)
- Macroglossinae (типовий рід Macroglossus)
- Pteropodinae (типовий рід Pteropus)
- Rousettinae (типовий рід Rousettus)
- Epomophorinae (типовий рід Epomophorus)

### інь- і янь-рукокрилі
У широкому розумінні підряд крилановидих включає, окрім типових великих рукокрилих з груп «летючих псів» і «летючих лисиць» (Megachiroptera), також кілька груп "дрібних рукокрилих", у тому числі родини Rhinopomatidae, Rhinolophidae та Megadermatidae. У такому обсязі підряд позначають як «інь-рукокрилі» (Yinpterochiroptera) на противагу «янь-рукокрилим» (більшість Microchiroptera).
Групу «інь» розглядають як примітивнішу, яка зберегла більше вихідних станів ознак, натомість групу «янь» розглядають як більш спеціалізовану (зокрема, розвиток ехолокації).
Термін Yinpterochiroptera (автори: Van den Bussche, Hoofer, 2004) дослівно перекладається як «інь-крило-рукокрилі»; його сформовано як поєднання назви Yinochiroptera (частина «малих рукокрилих», або «інь-кажани») та назви криланових Pteropodidae («великі рукокрилі»):
- Yinpterochiroptera = Yinochiroptera + Pteropodidae, де
- Yinochiroptera = Rhinopomatidae + Rhinolophidae + Megadermatidae

## Підряд у фауні України
У фауні України підряд представлений родиною підковикові (Rhinolophidae).